# Diolcogaster mayae
Diolcogaster mayae är en stekelart som först beskrevs av Shestakov 1932.  Diolcogaster mayae ingår i släktet Diolcogaster och familjen bracksteklar. Inga underarter finns listade i Catalogue of Life.